# SM-Trax
SM-Traxは、1997年に結成されたドイツのエレクトロニックデュオ。

## 概要
音楽プロデューサーのステファン・グリューンヴァルト（Stefan Gruenwald）とミルコ・フォン・シュリーフェン（Mirko von Schlieffen）からなる。SM-Traxというデュオ名は、2人の頭文字をとって名付けられた。
1999年、グルーヴィリシャス・レコーズ（Groovilicious Records）からリリースされた「Got the Groove」が、ビルボードのダンス・クラブ・ソングスのチャートで1位にランクインした。